# Odile Pierre

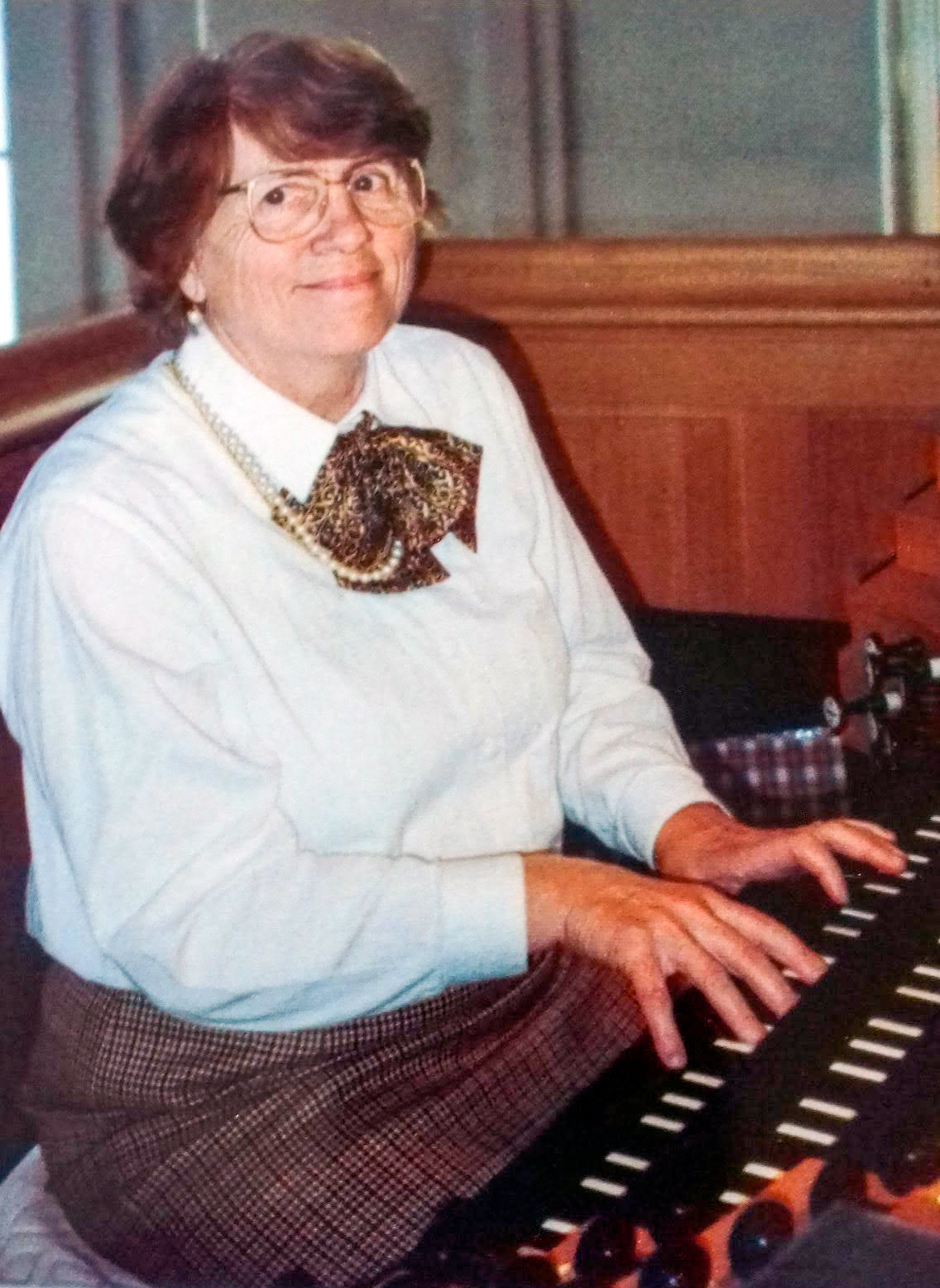
Odile Pierre 1990

Odile Pierre (* 12. März 1932 in Pont-Audemer; † 29. Februar 2020 in Tigy) war eine französische Organistin, Komponistin und Musikpädagogin. Von 1969 bis 1979 war sie Titularorganistin der Madeleine in Paris.

## Werdegang
Sie erhielt ihren ersten Orgelunterricht mit sieben Jahren. Sie studierte an den Konservatorien von Rouen und Paris. Sie war die letzte bedeutende Schülerin von Marcel Dupré, darüber hinaus von Rolande Falcinelli, Fernando Germani und Maurice Duruflé. Ihre Studien wurden gekrönt von insgesamt sieben Ersten Preisen in ihren Orgelklassen.
Sie war von 1959 bis 1969 Dozentin am Konservatorium in Rouen sowie von 1981 bis 1992 am Conservatoire à rayonnement régional de Paris; unter ihren Schülern befanden sich Michael Matthes, Kristiaan Seynhave und D’Arcy Trinkwon. Darüber hinaus lehrte sie am Scuola Internazionale Perfezionmento Musicale de Perugia und gab weltweit Meisterkurse. Sie war Preisrichterin an diversen internationalen Orgelwettbewerben. In ihrer Karriere gab sie mehr als 2000 Konzerte. Sie ist bekannt für ihr umfassendes Repertoire, welches von Alter Musik bis in die zeitgenössische Musik reicht.
Sie spielte sie zahlreiche Tonaufnahmen von verschiedenen Komponisten ein, darunter Bach, Saint-Saëns, Franck und auch Messiaen.
Ferner ist sie als Komponistin bekannt, zu ihren Werken gehören Fugue-scherzo pour quatuor à vent, Cantiques et airs bretons und Quatuor sur deux Noëls hongrois. Sie publizierte darüber hinaus auch eine Ausgabe der Werke von Alexandre Guilmant.

## Auszeichnungen
- Médaille de la Ville de Paris
- Ehrenlegion
- Ordre national du Mérite